# 나주 장씨
나주 장씨(羅州張氏)는 전라남도 나주시를 본관으로 하는 한국의 성씨이다.

## 역사
나주 장씨(羅州張氏)의 시조(始祖) 장세동(張世東)은 흥덕 장씨(興德張氏) 시조 장유(張儒)의 22세손이다. 그는 조선 인조(仁祖) 때에 가선대부(嘉善大夫)를 역임하고, 전라도 나주(羅州)에 대대로 살다가 황해도(黃海道) 장연(長淵)으로 이주(移住)하였다.

## 인구
2000년 대한민국 통계청이 조사한 결과에 의하면 나주 장씨는 1,170가구, 3,662명이 있다.